# Хершел (космическа обсерватория)
Вижте пояснителната страница за други значения на Хершел.
Косми́чески телескóп „Хершел“ (на английски: Herschel Space Observatory), по-рано FIRST (на английски: Far Infrared and Submillimetre Telescope), е астрономически спътник, създаден от Европейската космическа агенция, първоначално предложен от консорциума на европейските учени през 1982 г. Извеждането в орбита става на 14 май 2009 г. в 13:12 по гринуичко време (UTC) от космодрума Куру с помощта на ракета-носител „Ариана 5“. На 29 април 2013 г. преустановява работата си поради изчерпване на запаса от охладителя течен хелий.
Мисията е наречена в чест на сър Уилям Хершел – първия изследовател на инфрачервения спектър.
Спътникът е изстрелян на хелиоцентрична орбита близо до втората точка на Лагранж (L2) на системата Земя – Слънце, т.е. в постоянната сянка на Земятя. Заедно с телескопа „Хершел“ със същата ракета-носител е изведен в орбита астрономическият спътник „Планк“. Стойността на целия проект е приблизително 1,1 милиарда евро.

## Оборудване
Телескопът „Хершел“ е първата космическа обсерватория за пълномащабно изучаване на инфрачервеното излъчване в космоса. Телескопът с диаметър на огледалото 3,5 метра е най-големият космически телескоп, изстрелван някога в космоса. За огледалото е използван силициев карбид. Благодарение на това масата на телескопът е едва 300 кг, докато телескопите от традиционен материал биха тежали 1,5 тона. Освен това, физическите свойства на силициевия карбид позволяват да се контролира формата на огледалото с точност до 10 мкм. Огледалото е съставено от 12 елемента. Излъчването се фокусира на три прибора с датчици, имащи температура по-ниска от 2 K. Датчиците се охлаждат с течен хелий при ниско налягане, което позволява да се намали температурата на кипене до 1,4 K. Количеството хелий на борда на спътника е предвидено за работа около три години.
Датчици на телескопа:
- Фотокамера със спектрометър с ниско разрешение (на английски: PACS, Photodetecting Array Camera and Spectrometer). Диапазонът на спектрометъра е между 55 до 210 микрометра дължина на електромагнитните вълни. Спектралната резолюция R – от 1000 до 5000. Чувствителността е −63 дБ. Фотокамерата може да работи едновременно в два диапазона: 60 – 85/85 – 130 мкм и 130 – 210 мкм при спектрална плътност на потока няколко Янски.
- Детектор на спектрални и фотометрични изображения (на английски: SPIRE, Spectral and Photometric Imaging Receiver). Спектрометър с ниска резолюция в диапазона 194 – 672 мкм. Спектрална резолюция R от 40 до 1000 (при дължина на вълната 250 мкм). Спектрометърът е способен да фиксира обекти със спектрална плътност на потока 100 милиЯнски (мЯн) за точкови източници и 500 мЯн – за разтеглени. Фотокамерата има три елемента за дължина на вълната 250, 350 и 500 мкм, със 139, 88 и 43 пиксела съответно. Тя може да фиксира точкови обекти с плътност на потока 2 мЯн и разтеглени обекти с плътност на потока 4 – 9 мЯн. Прототип на това устройство е преминал проверка на височинния стратостат „BLAST“.
- Хетеродинен датчик за изучаване на далечния инфрачервен диапазон (на английски: HIFI, Heterodyne Instrument for the Far Infrared). Този спектрограф има много висока спектрална резолюция – на ниво R=107. Разполага с два работни диапазона: от 157 до 212 мкм и от 240 до 625 мкм.

## Цели
Телескопът е предназначен за изучаване на инфрачервения спектър на обектите от Слънчевата система, в Млечния път, а също и обекти извън галактиката, на милиарди светлинни години от земята (например, новородени галактики). Предвиждат се изследвания и в други направления:
- Създаване и развитие на галактиките в ранната вселена;
- Звездни формирования и тяхното взаимодействие с междузвездната среда;
- Химически състав на атмосферата и повърхността на телата от Слънчевата система, включително планетите, кометите и спътниците на планетите;